# Тундинка
Тундинка — деревня в Мариинском районе Кемеровской области. Входит в Лебяжье сельское поселение.

## География
Расположена в тайге на крайнем северо-востоке области. Находится на реке Тундинка (приток Долгоуна) в 20 км к северо-востоку от посёлка Лебяжий и в 50 км от Мариинска. Центральная часть населённого пункта расположена на высоте 182 метров над уровнем моря.
Имеется подъездная дорога от автодороги Р255 «Сибирь» (через населённые пункты Суслово, Николаевка 2-я, Рубино, Лебяжий), продолжающаяся на северо-восток к Столяровке (8 км от деревни). Ближайшая ж.-д. станция находится в Суслово.

## Население
| 2010 |
| ---- |
| 131  |

По данным Всероссийской переписи населения 2010 года, в деревне проживало 68 мужчин и 63 женщины.